# 媒体实验室
媒体实验室（又稱为新媒体实验室、媒体艺术实验室、媒体研究实验室）是一个用来描述关注于新媒体，信息时代里的数码文化和技术的跨学科组织，联合集团或者创客空间。

## 定义的讨论
媒体实验室的定义被广泛讨论，也是公众话题。这个词汇可以来描述一个创客空间，一种文化机构或者是一个社群，亦或是一种工作方式，其中协作和 实验起了关键作用。媒体实验室通常：
- 剧集跨学科和各行各业背景的参与者
- 激发开放式知识的交流和分享
- 从自由文化中汲取灵感，阐释代言自由文化的精神
- 常常使用开源软件
- 提供非正规的学习引用的可能性

## History
1985年由Nicholas Negroponte成立了MIT媒体实验室而取名叫做"媒体实验室"，它是出自建筑机械集团-一个在MIT的School of Architecture and Planning致力于学习人机交互的研究机构。

## 活动
在媒体实验室有不同的活动：、艺术形式的研究開發，创意制作，知识分享和交流，教育计划，工作坊，动手爱好者，实验，文化冥想等。 

## 媒体实验室的分类

### 组织形式
媒体实验室最容易按它们被资助的方式来分类：
- 大学实验室
- 公众资助
- 私人募捐
- 草根自创

### 分类
媒体实验室
- Fab lab
- 黑客空间
- 突发实验室（临时创客空间或者项目空间）
- 侧重媒体艺术的自发艺术

## 社会政治影响

### 激励
许多人为了社会和政治上变革，被激励着使用科技工具。

### 社会影响
媒体实验室在社会上去理解教育，文化，交流，甚至是政治参与等起了重要角色。

## 相关词汇
工作态度：artistic research - creative technologies - DIWO - DIY - DIY culture - experimentation - interdisciplinary
活动范围：数字艺术 - 数字文化 - 人机交互 - 交互 - 互联网 - 媒体艺术 - 新媒体艺术
工具，概念：创作共用 - F/LOSS - FLOSS Manuals - 自由文化 - 内容开放 - 开源硬件 - 开源 - 公有领域

## 关联項目
- Fab lab
- Bricolabs
- 黑客空间

## 参照
- mcd musiques & cultures digitales #62, March–April-May 2011, ISBN 978-2-9529872-1-9 ISSN: 1638-3400
- Laboratories of the inbetween , in: Future of the lab, BALTAN Laboratories, 2010, ISBN/EAN: 978-90-815830-1-5, p. 49-55.

1. ↑  Chardonnet, Ewen. mcd musiques & cultures digitales. March–April-May 2011, 62: 15. 缺少或|title=为空 (帮助)